# ハーリンゲイ区
ハーリンゲイ・ロンドン自治区（ハーリンゲイ・ロンドンじちく、英: London Borough of Haringey、[ˈhærɪŋɡeɪ] ( 音声ファイル)）は、イングランドのロンドン北部に位置するロンドン自治区。1963年ロンドン政府法により設置された。
ハーリンゲイは29-平方キロメートル (11 sq mi)以上を占めている。より親しみのある名所としては、アレクサンドラ・パレス、スコットランドブルース氏族のマナー・ハウスブルース・キャッスル、ジャクソンズ・レーン、バーソルド・リュベトキン作の集合住宅ハイポイント IおよびIIがある。そして、サッカーチームトッテナム・ホットスパーFCがよく知られる。
民族構成は他区と比較して非常に多様である。さらに、区西部にあるイングランド屈指の高級住宅地であるハイゲート、マスウェル・ヒル、クラウチ・エンドに対して、区東部にあるいくつかの地区はイングランドで最も貧しい地域に分類されているなど、東西で極めて対照的である。
ハーリンゲイは地理的にも対照的な区であり、ハイゲートとマスウェル・ヒル付近の樹木の生い茂る小高い丘から、130 m (430 ft)離れると、すぐに平地やリー川河岸の低地が広がる。区の大部分は緑地であり、全面積の25%以上が森林である。

## 地理
南西部はカムデン区、南部はイズリントン区、南東部はハックニー区と接する。南部方面をそのまま進むと、すぐにシティ・オブ・ロンドンに出る。南東部方面は、ショーディッチ界隈（ハックニー区）を経てロンドン塔やタワーブリッジのほか、ドックランズなどテムズ沿いのウォーターフロント都市再開発地帯が広がるタワーハムレッツ区になる。
西部はバーネット区、北部はインフィールド区、東部はウォルサム・フォレスト区と接する。

## 地区
- バウンズ・グリーン
- バウズ・パーク (一部はインフィールド区に入る)
- ブロードウォーター・ファーム
- クラウチ・エンド
- フィンズベリー・パーク (一部はハックニー区とイズリントン区に入る。インナー・ロンドンの北端になる)
- フォーティス・グリーン
- ハーリンゲイ
- ハイゲート (一部はカムデン区とイズリントン区に入る)
- ホーンジー
- マスウェル・ヒル (ごく一部はバーネット区に入る)
- ノエル・パーク
- ノーサンバーランド・パーク
- セント・アンズ
- セブン・シスターズ
- サウス・トッテナム
- ストラウド・グリーン
- トッテナム (リトルロシアを含む)
- トッテナム・グリーン
- トッテナム・ハレ
- ウェスト・グリーン
- ウッド・グリーン

## スポーツ
プレミアリーグのトッテナム・ホットスパーFCの本拠地トッテナム・ホットスパースタジアムが2019年に完成し、同年より使用が開始された。

## 交通
区内にはナショナル・レール、ロンドン・オーバーグラウンド、ロンドン地下鉄の駅が所在する。
- バウンズ・グリーン駅
- マナー・ハウス駅
- ターンパイク・レイン駅
- ウッド・グリーン駅

## 姉妹都市
- トリニダード・トバゴ アリマ
- ジャマイカ クラレンドン
- バルバドス セント・ジェームズホールタウン
- キプロス ラルナカ
- フランス イル＝ド＝フランス地域圏セーヌ＝サン＝ドニ県リヴリー＝ガルガン（パリ近郊）
- スウェーデン ストックホルム県スンドビーバーリ
- フィンランド 西スオミ州南ポフヤンマー県ヤラスヤルヴィ

## 関係者
出身者
- リリアン・ハーヴェイ（女優）
- ロッド・スチュワート（ミュージシャン）
- アデル (歌手)
- ポップス・メンサー＝ボンス (バスケットボール選手)

居住その他ゆかりある人物
多くの著名人が区内（特にハイゲート、マスウェル・ヒル、クラウチ・エンド）に居住経験がある。
- ホー・チ・ミン（ベトナムの革命家・政治家） - 第一次世界大戦期の1913年 - 1917年の間、見習いコックとしてロンドンに居住滞在した。
- ボリス・ジョンソン（元イギリスの首相） - 幼少期、米NYや英サマセット、ロンドン市内のクラウチ・エンドやカムデン区プリムローズ・ヒルなどに居住。
- デヴィッド・グレイ（ミュージシャン）
- マイク・リー（映画監督)
- デイヴィッド・テナント（俳優）
- キンクス（ロックバンド）